# Reszef
| r · S | p | w | A40 |

| r · S | p | w | A40 |

| r · S | p | W | G7 |

| r · S | p | W | G7 |

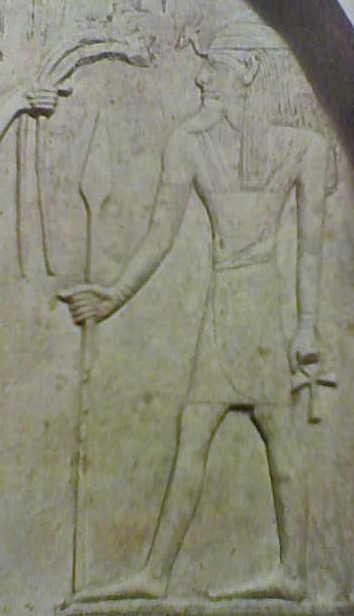
Egipski relief z wizerunkiem Reszefa

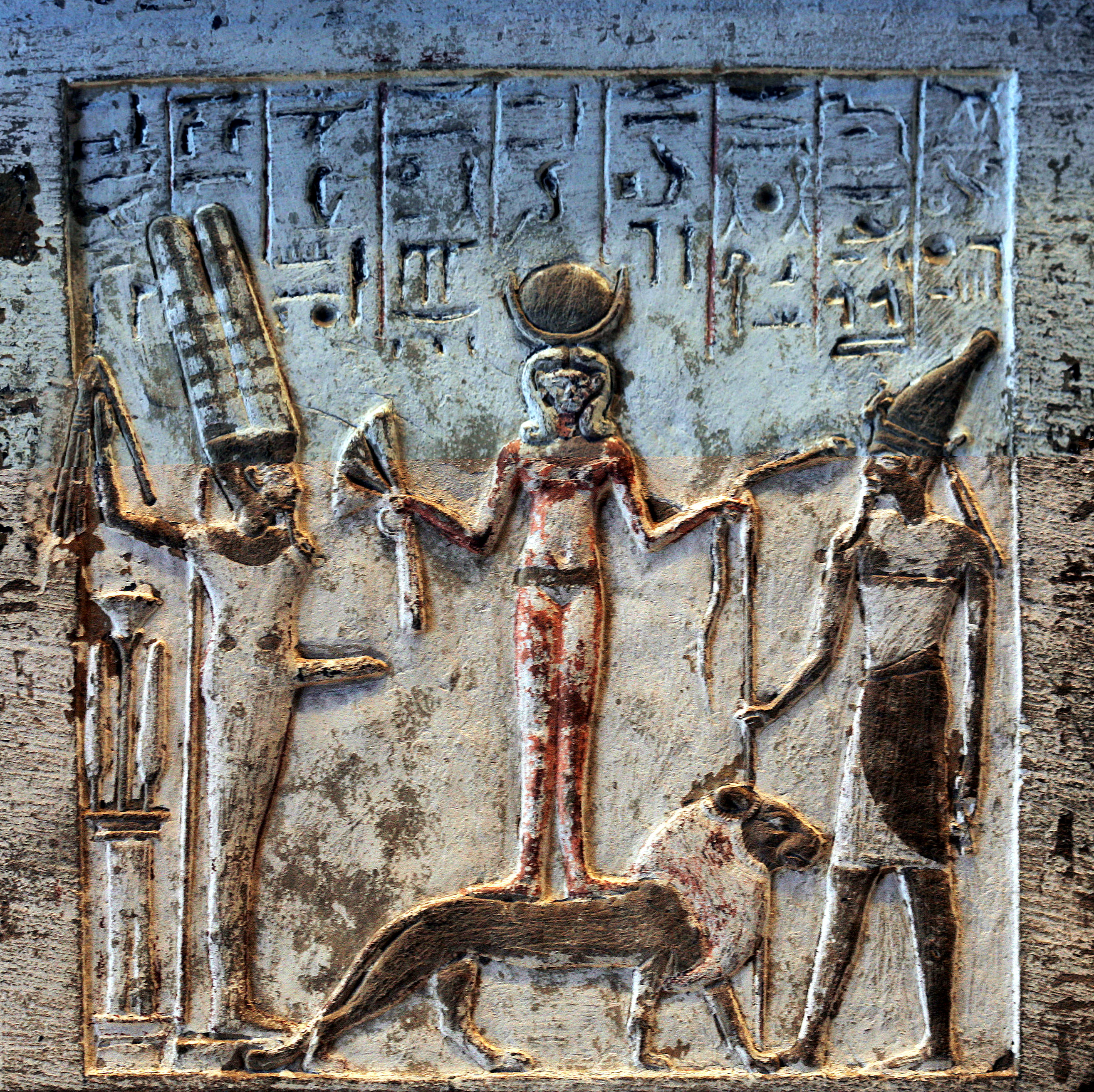
Fragment egipskiej steli z przedstawieniem bóstw Kedesz, Min i Reszef; zbiory Luwru

Reszef, Reszep (ebl. i amor. dra-sa-ap; ugar. i fenic. ršp; egip. ršp, hebr. רשף) – starożytny bóg kananejski, czczony jako bóg wojny i zarazy, objawiający się w błyskawicy.

## Występowanie bóstwa
Imię tego boga, w transliteracji z pisma klinowego zapisywane dra-sa-ap, pojawia się po raz pierwszy w tekstach klinowych z Ebli (obecne Tell Mardich), pochodzących z ok. 2400 r. p.n.e. Znany on musiał też być w Mari (obecne Tell el-Hariri), gdyż w tekstach klinowych z tego miasta, pochodzących z XIX-XVIII w. p.n.e., imię jego pojawia się jako teoforyczny element amoryckich imion własnych (np. Ja-ah-zu-[ub/ur?]-dra-sa-ap).
W tekstach z Ugarit (XV-XIII w. p.n.e.), w których imię jego zapisywane jest ršp, Reszef występuje jako bóstwo świata podziemnego, zsyłające choroby i śmierć. Tak przedstawiony został on m.in. w ugaryckim Eposie o Kerecie, w którym odpowiedzialny miał być za śmierć części potomstwa głównego bohatera tego utworu. W innym tekście odkrytym w tym mieście identyfikowany jest on nawet z mezopotamskim Nergalem, bogiem zarazy i panem świata podziemnego.
W 2 połowie II tys. p.n.e. kult Reszefa rozpowszechnił się też na innych terenach Syropalestyny. Po tym jak znalazła się ona w strefie wpływów Mitanni, bóg ten włączony został do panteonu huryckiego. Jego kult przeniknął też do Egiptu, gdzie stał się szczególnie popularny począwszy od panowania Amenhotepa II (przełom XV/XIV w. p.n.e.).
W tekstach i sztuce egipskiej Reszef pojawia się najczęściej jako bóg wojny, ale istnieją dowody i na to, że uważano go również za boga dobroczynnego. W ikonografii egipskiej przedstawiano go jako wojownika noszącego krótką spódniczkę i koronę Górnego Egiptu z przymocowaną w miejscu ureusza głową gazeli. Jego atrybutami były tarcza i maczuga/topór, a także kołczan pełen strzał. Pod tą postacią Reszef przyponinał innych egipskich bogów wojny, takich jak np. Montu czy Seta. Na przedstawieniach często pojawia się on w towarzystwie innych bóstw pochodzenia azjatyckiego, jak np. Anat czy Astarte, a także w triadzie z bóstwami Min i Kedesz (Kudszu).
W I tys. p.n.e. kult Reszefa potwierdzony jest w aramejskim mieście Sam’al (obecne Zincirli Höyük). Wymienia go inskrypcja władcy Sam’al Panamuwy I (połowa VIII w. p.n.e.) wyryta na posągu przedstawiającym boga Hadada. W inskrypcji tej Reszef występuje jako trzecie pod względem ważności bóstwo po Hadadzie i Elu.
Imię Reszef pojawia się też w tekstach w języku fenickim, często jako element teoforyczny imion własnych (np. Abd-Reszef - „Sługa Reszefa”; Reszef-jaton - „Reszef dał”) i nazw miejsc (np. Reszef-Mukol – „Reszef z miasta Mukol”; Reszef-Ellit). Znany jest też wariant tego imienia brzmiący Arszef, od którego powstała m.in. nazwa starożytnego miasta Arsuf.
W IV w. p.n.e. kult Reszefa potwierdzony jest na Cyprze, gdzie czcili go najprawdopodobniej osiedli tu kupcy feniccy. Przez zamieszkujących tę wyspę Greków utożsamiony on został z Apollem, który przejął od Reszefa funkcję boga zarazy oraz atrybuty w postaci symbolizujących śmierć łuku i strzał
Reszef znany był jeszcze na pewno w Kartaginie, gdyż imię jego występuje jako teoforyczny element imion własnych w języku punickim. W tym czasie bóg ten był najprawdopodobniej jedną z postaci pod którymi czczono boga Apollo w tym mieście.

## Kult
Znana jest ugarycka świątynia Reszefa (druga połowa II tysiąclecia p.n.e.), zlokalizowana na północnych terenach oddziaływania kultury syropalestyńskiej. Miejsce kultu składało się z dwóch dziedzińców: w przednim stał obelisk, drugi (na lewo od przedniego) prowadził do celli z posągiem bóstwa, otoczonym antami. Poza główną cellą świątynia posiadała dwie podrzędne. W obrębie zespołu znajdowały się mieszkania i warsztaty. W trakcie późniejszej przebudowy celle poszerzono kosztem warsztatów i mieszkań.